# Systems of Engagement

Il concetto di Systems of Engagement (Sistemi di ingaggio) è attribuito a Geoffrey Moore, autore nel 1999 del libro Crossing the Chasm. In un articolo per AIIM.org intitolato "Systems of Engagement and the Future of Enterprise IT" Moore afferma:
“I fondamenti della comunicazione e collaborazione stanno evolvendo tra SMS, tweets e post su Facebook di una generazione di Nativi digitali. Per loro è chiaro che non si può più tornare indietro. Se si prevede che costoro saranno i vostri clienti, i dipendenti, i vostri cittadini (e, francamente, dove altro si può guardare?), allora, come minimo, si dovranno  soddisfare le loro aspettative con la prossima generazione di sistemi IT aziendali. I Systems of Engagements dovranno sovrapporsi e integrarsi profondamente con gli investimenti e con i System of record.”
Da allora i Systems of Engagement sono stati adottati da organizzazioni quali ad esempio Forrester Research, HP, IBM, AIIM e Avoka Archiviato il 23 settembre 2015 in Internet Archive..

Secondo Forrester:
i Systems of engagement, al contrario dei tradizionali System of record che tracciano le transazioni e la contabilità, si focalizzano sulle persone, non sui processi... Questi nuovi sistemi sfruttano una perfetta combinazione di mobile, social, cloud, big data e altre tecnologie innovative per fornire applicazioni e prodotti intelligenti direttamente nel contesto della vita quotidiana e dei flussi di lavoro in tempo reale di clienti, partner e dipendenti.